# Semiothisa oaxacana
Semiothisa oaxacana är en fjärilsart som beskrevs av William Schaus 1898. Semiothisa oaxacana ingår i släktet Semiothisa och familjen mätare. Inga underarter finns listade i Catalogue of Life.